# Суффикс
Су́ффикс (от лат. suffixus «прикреплённый») в лингвистике — вид аффикса, обычно располагающийся после корня. Фактически является не флексией, а разновидностью постфиксов. Противопоставление флексий постфиксам характерно индоевропейским и грамматически схожим с ними языкам. 
В русском языке при помощи суффиксов чаще всего происходит словообразование с переходом одной части речи в другую.

## Русский язык
Суффиксы в русском языке делятся на две группы.
Формообразующие суффиксы участвуют в изменении форм одного и того же слова. Формообразующие делятся на подгруппы.
1. Степени сравнения и превосходства причастий, наречий и прилагательных на -о и -е: -айш-, -е-, -ее-, -ей-, -ейш-, -же-, -ше-.
2. Прошедшее время глаголов: -л- и нулевой.
3. Неопределённая форма глагола: -ти, -ть и нулевой.
4. Повелительное наклонение глагола: -и и нулевой.
5. Личные формы глаголов: -у-, -ю-.
6. Возвратная форма глаголов: -ся, -сь (располагаются после окончания слова).
7. Действительные причастия: -ащ-, -ящ-, -вш-, -ш-, -ущ-, -ющ-.
8. Страдательные причастия: -ем-, -им-, -ом-, -нн-, -енн-, -т-.
9. Деепричастия: -а-, -я-, -учи-, -ючи-, -в-, -вши-, -ши-.
10. Множественное число существительных: -ес-, -ен-, -ер-, -ов-, -й-.
11. Оттенки значения:
Суффиксы существительных:-кос-,-кас-, -к-, -ик-, -ек-, -ок-, -чик, -ёк-, -еньк-, -оньк-, -ечк-, -ичк-, -очк-, -ашк-, -ишк-, -ушк-, -юшк-, -ышк-, -ушек, -ышек,-ёныш, -ец-, -иц-, -енк-, -инк-, -онк-, -ин-, -ищ-.
Суффиксы прилагательных и наречий: -еньк-, -оньк-, -ехоньк-, -оханьк-, -ёшеньк-, -ошеньк-, -ущ-, -ющ-, -юсеньк-, -енн-, -оват-.
Словообразующие суффиксы участвуют в создании новых слов. Также созданные слова могут быть как одной и той же части речи, так и другой. Словообразующие делятся на подгруппы.
1. Суффиксы существительных: -тель, -чик, -щик, -ник, -ниц-, -к-, -ич, -иц-, -ец, -юх, -арь, -ей, -ёнок, -ушк-, -ышк-,-ость, -ств-, -як, -ун, -ач, -ущ-,-кос-,-кас-.
2. Суффиксы прилагательных: -ив-, -чив-, -лив-, -ист-, -ск-, -ов-, -ев-, -н-, -евит-, -ин-.
3. Суффиксы глаголов: -ова-, -ева-, -ыва-, -и-, -я-, -е-, -а-, -о-, -ну-.
4. Наречные суффиксы: -а, -о, -у.
В российской школьной традиции суффикс обозначается знаком ^.